# Instituto de Investigaciones Antropológicas
El Instituto de Investigaciones Antropológicas (IIA) es un instituto de investigación humanística de la Universidad Nacional Autónoma de México (UNAM) dedicado a la docencia, difusión e investigación original en antropología, adscrito al Subsistema de Humanidades de la Coordinación de Humanidades de la UNAM. Su sede actual se ubica en el Circuito Exterior de la Ciudad Universitaria de la UNAM.

## Historia
El IIA fue fundado el 4 de octubre de 1973, a instancias de la antigua Sección de Antropología (1963-1973) del Instituto de Investigaciones Históricas de la UNAM.
Entre 1998 y 2015 contó con una sede externa en San Cristóbal de Las Casas, Chiapas, donde se ubicó el Programa de Investigaciones Multidisciplinarias sobre Mesoamérica y el Sureste (PROIMMSE). En 2015 el Consejo Técnico de la UNAM aprobó su constitución como un centro de investigación directamente dependiente de la Coordinación de Humanidades de la UNAM y pasó a denominarse Centro de Investigaciones Multidisciplinarias sobre Chiapas y la Frontera Sur (CIMSUR).

## Investigación

### Líneas de investigación
El IIA realiza investigación original en cuatro principales especialidades: antropología física, arqueología, etnología y lingüística antropológica.

### Biblioteca Juan Comas
El Instituto de Investigaciones Antropológicas (IIA) cuenta con la Biblioteca Juan Comas, heredada de la antigua Sección de Antropología (1963-1973) del IIH-UNAM. Es una biblioteca especializada en las distintas ramas de la antropología. Está ubicada en el campus de Ciudad Universitaria y forma parte del Sistema Bibliotecario y de la Información de la Universidad Nacional Autónoma de México (SIBIUNAM), mismo que es coordinado por la Dirección General de Bibliotecas y Servicios Digitales de Información (DGBSDI). 
Actualmente alberga uno de los acervos especializados más importantes de todo el Subsistema de Investigación en Humanidades de la UNAM, el cual está disponible para su consulta a todo tipo de usuarios. Cuenta con diversas colecciones tanto en formato impreso como en digital, a saber: libros, revistas, tesis, mapas, archivos personales, entre otros.
Resguarda un acervo organizado en las siguientes colecciones: Bibliográfica (130 mil volúmenes), Obras de Consulta, Hemerográfica (3,300 títulos), Tesis, la Mapoteca Jorge A. Vivó, una selección en microfilm del Archivo General de Indias y los Fondos Documentales Alfonso Caso, que contienen la Colección Sección de Antropología (Instituto de Investigaciones Históricas), la Colección Secretaría de Educación Pública y los archivos personales de una variedad de antropólogos notables en México: Alfonso Caso (1896-1970), Pedro Bosch-Gimpera (1891-1974), Juan Comas (1900-1979), Barbro Dahlgren (1912-2002), Ada D'Aloja (1900-2004), José Luis Lorenzo Bautista (1921-1996), Eduardo Noguera Auza  (1896-1977),  Antonio Pompa y Pompa (1904-1994), Teresa E. Rohde (1933-1992), Alfonso Villa Rojas (1906-1998), Eusebio Dávalos Hurtado (1909-1968) y Joaquín Meade (1896-1971).

## Docencia
El IIA, junto con la Facultad de Filosofía y Letras (FFL), es responsable del Posgrado en Antropología de la UNAM, conformado por dos programas: la Maestría en Antropología y el Doctorado en Antropología.
El IIA participó en el diseño del plan de estudios de la Licenciatura en Antropología, impartida en la Facultad de Ciencias Políticas y Sociales de la UNAM desde el año 2016. El Consejo Académico de la Licenciatura en Antropología está conformado por el propio IIA, el Instituto de Investigaciones Filológicas, el Centro Peninsular en Humanidades y Ciencias Sociales y el CIMSUR, mientras que cuenta con la asesoría de la FFL y la Facultad de Medicina.

## Difusión
El IIA edita 3 publicaciones periódicas: Anales de Antropología, Estudios de Antropología Biológica y Estudios de Cultura Otopame. Con anterioridad editó las revistas Antropología y Técnica y Antropológicas.